# Gonolek à ventre jaune
Laniarius atroflavus
Espèce
Statut de conservation UICN

 LC  : Préoccupation mineure
Le Gonolek à ventre jaune (Laniarius atroflavus) est une espèce d’oiseaux de la famille des Malaconotidae.

## Répartition
Cet oiseau vit à travers les forêts des hauts plateaux camerounais.

## Habitat
Elle habite les forêts et les zones arbustives humides tropicales et subtropicales d'altitude.

## Liste des sous-espèces
Selon NCBI (18 mars 2011), cet oiseau est représenté par deux sous-espèces :
- Laniarius atroflavus atroflavus ;
- Laniarius atroflavus craterum.